# Catacombele Parisului

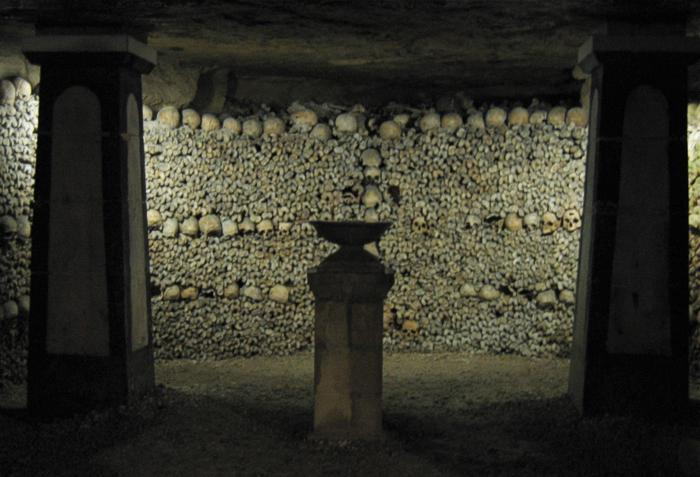
Cripta lămpii funerare în Catacombele Parisului

Catacombele Parisului sunt niște osuare din Paris, Franța. Localizate în sudul fostei porți a orașului ("Barrière d'Enfer"), osuarele păstrează rămășițele a peste 6 milioane de oameni și ocupă o secțiune renovată a cavernelor și tunelelor rămase din carierele Parisului. Oamenii îngropați acolo au fost parizieni obișnuiți, mutați în catacombe din cauza faptului că metropola europeană devenise împânzită de cimitire. 
Deschis la sfârșitul secolului al XVIII-lea, cimitirul subteran a devenit o atracție turistică la scară mică începând cu sec. al XIX-lea, și a fost deschis publicului larg începând cu anul 1874. Ca urmare a unui incident de vandalism, situl a fost închis în septembrie 2009 și redeschis pe 19 decembrie în același an.
Catacombele sunt unul din cele 14 Muzee ale orașului Paris, care începând cu 1 ianuarie 2013, au fost incluse în instituția publică Paris Musées. Numele oficial al Catacombelor este l'Ossuaire Municipal.

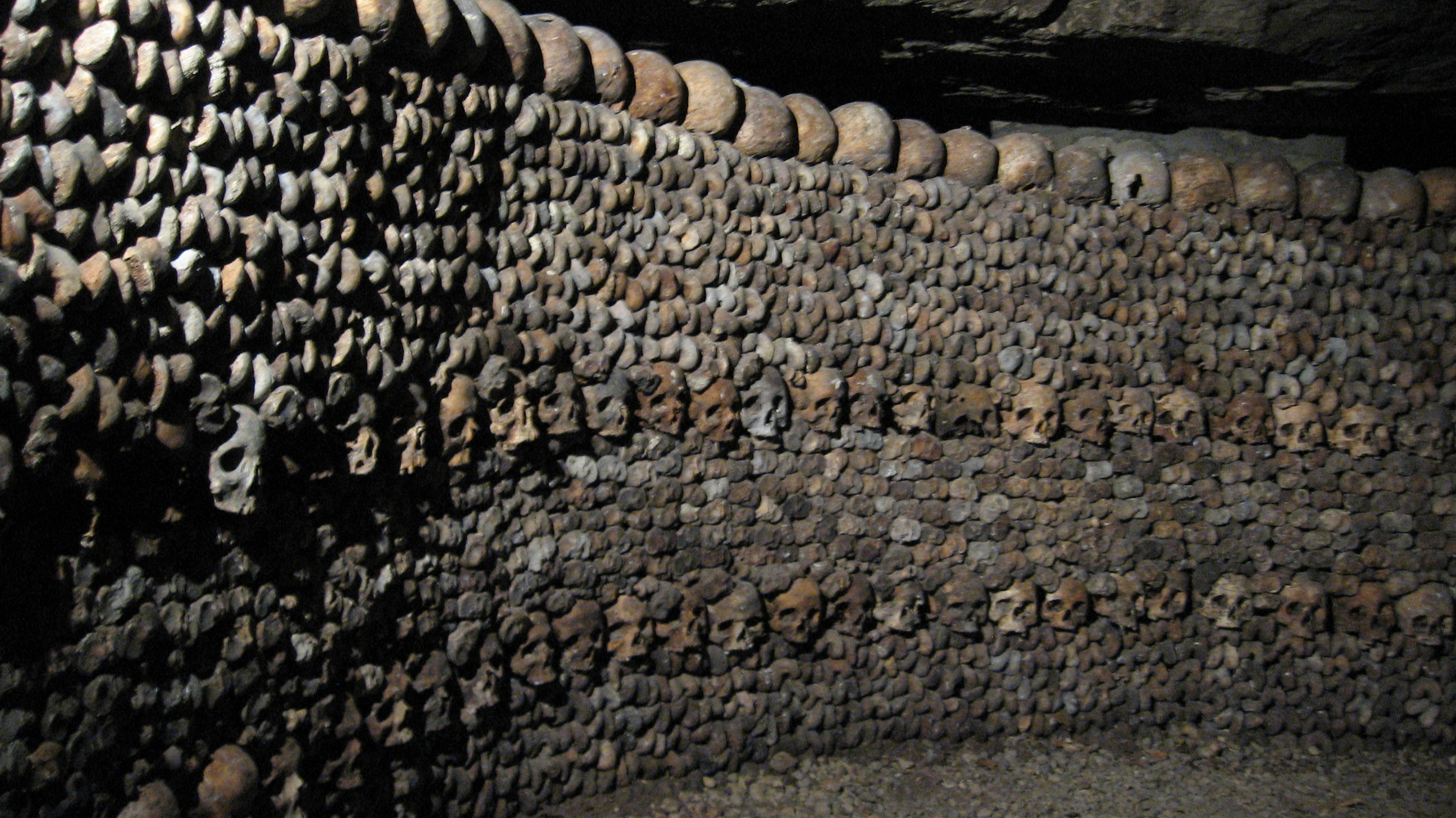
Oseminte aranjate în Catacombele Parisului